# Station Kochanowice
Station Kochanowice is een spoorwegstation in de Poolse plaats Kochanowice.